# Londra degli Stuart
Questa voce copre la storia di Londra durante il periodo Stuart dal 1603 al 1714.

## Giacomo I
I preparativi per l'incoronazione di re Giacomo I furono interrotti da una grave epidemia di peste, che potrebbe aver ucciso più di trentamila persone, e da minacce di assassinio; nel 1605 si verificò la famigerata congiura delle polveri da sparo, che portò a una reazione contro i cattolici.
Il Lord Mayor's Show, interrotto da alcuni anni, venne ripreso per ordine del re nel 1609. Il monastero disciolto della Certosa, che era stato acquistato e venduto più volte dai cortigiani, fu acquistato da Thomas Sutton per £ 13.000. Il nuovo ospedale, cappella e scuola furono iniziati nel 1611. La Charterhouse School sarebbe poi stata una delle principali scuole pubbliche di Londra fino a quando non venne trasferita nel Surrey in età vittoriana e il sito è ora occupato dalla scuola di medicina.

## Carlo I
Carlo I salì al trono nel 1625. Durante il suo regno gli aristocratici iniziarono ad abitare in gran numero nel West End. Oltre a coloro che avevano affari specifici a corte, un numero crescente di proprietari terrieri di campagna e le loro famiglie vivevano a Londra per una parte dell'anno semplicemente per la vita sociale. Questo fu l'inizio della "stagione londinese". Il Lincoln's Inn Fields, fu costruito intorno al 1629. La piazza del Covent Garden, progettata dal primo architetto inglese di formazione classica, Inigo Jones, seguì intorno al 1632. Le strade vicine furono costruite poco dopo e i nomi di Henrietta, Charles, James, King e York Street furono dati in onore dei membri della famiglia reale.

## Londra e la guerra civile
Nel gennaio 1642 cinque membri del parlamento, che il re voleva far arrestare, si rifugiarono nella città. Nell'agosto dello stesso anno re Carlo I innalzò il suo stendardo a Nottingham e durante la guerra civile inglese Londra si schierò dalla parte del parlamento. Inizialmente il re ebbe il sopravvento in termini militari e in novembre vinse la battaglia di Brentford a pochi chilometri a ovest di Londra.
La città organizzò un nuovo esercito improvvisato e Carlo esitò e si ritirò. Successivamente, fu costruito un vasto sistema di fortificazioni per proteggere Londra da un rinnovato attacco dei realisti. Questo comprendeva un forte bastione di terra, arricchito con bastioni e ridotte. Era ben oltre le mura della città e comprendeva l'intera area urbana, comprese Westminster e Southwark. Londra non fu nuovamente minacciata seriamente dai realisti e le risorse finanziarie della City diedero un importante contributo alla vittoria dei parlamentari.

## Periodo cromwelliano
La guerra civile finì con una sconfitta dei realisti. L'esecuzione di re Carlo, il 30 gennaio 1649, annunciò il Commonwealth, di breve durata, di Oliver Cromwell.
In contrasto con la visione comune del momento fu un periodo di repressione puritana. Un po' di musica e opera fiorirono a Londra sotto il patrocinio di Cromwell. Nel 1656 fu rappresentata a Londra The Siege of Rhodes, la prima vera opera inglese.
Nel 1655 Cromwell permise agli ebrei di tornare a Londra, ponendo fine a un esilio durato 365 anni. Costruirono la loro prima sinagoga nel 1657 a Creechurch Lane.
Dopo la morte di Cromwell, nel 1658, suo figlio Richard subentrò, ma non fu in grado di ottenere il sostegno del parlamento e dell'esercito. Il Commonwealth crollò rapidamente e nel 1660 la monarchia fu restaurata sotto Carlo II.

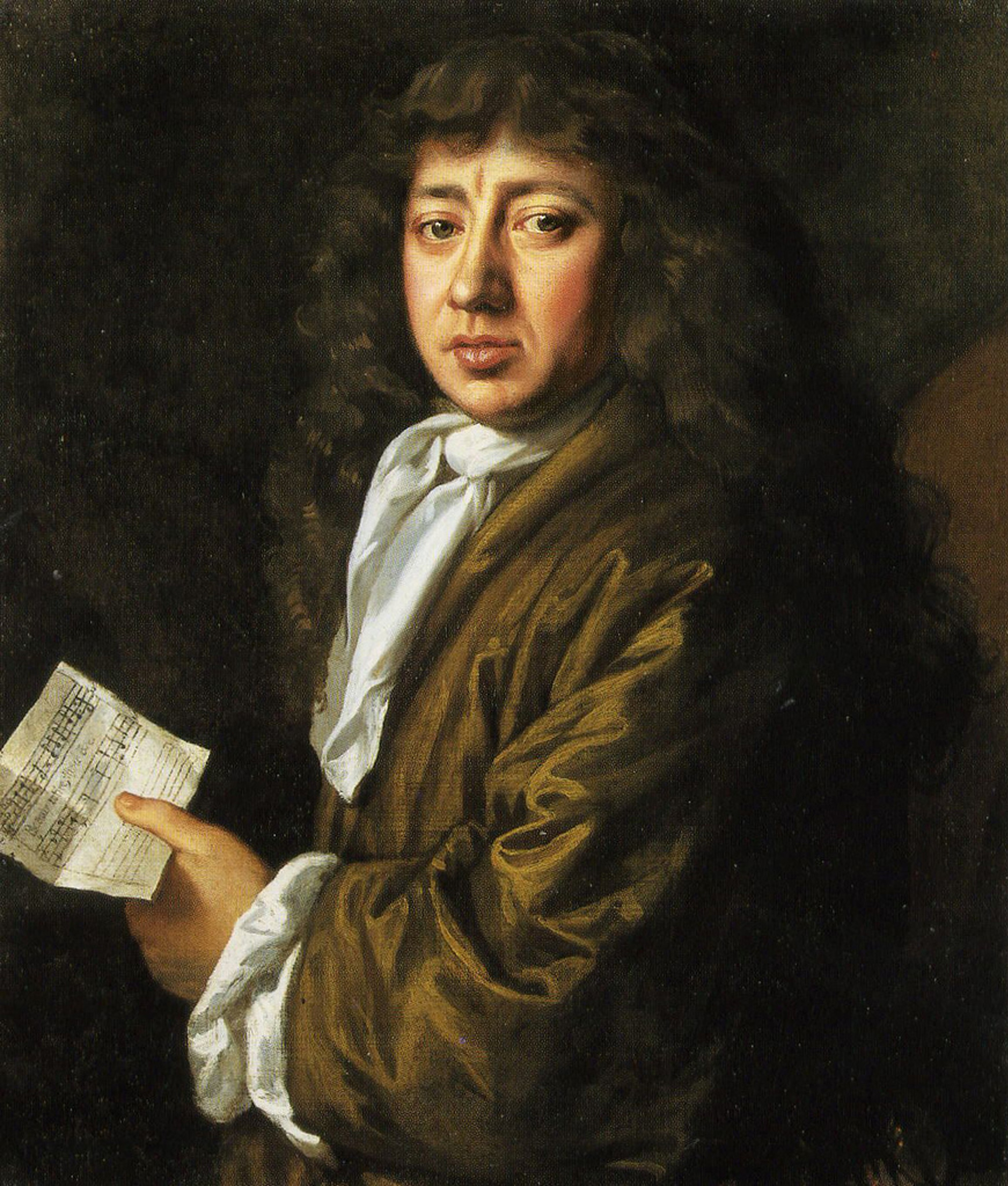
Cronista di Stuart London, Samuel Pepys

## La grande peste
La città di Londra, malsana e sovraffollata, sperimentò numerose epidemie di peste molte volte nel corso dei secoli, ma in Gran Bretagna fu l'ottava e ultima epidemia di peste, nel XVII secolo, ad essere ricordata come la "Grande peste di Londra", che infuriò per la prima volta nei Paesi Bassi nel 1663, il che portò le autorità inglesi a imporre una quarantena alle navi olandesi per prevenire la diffusione della malattia in Gran Bretagna. Nonostante ciò, le spedizioni illegali continuarono e a novembre furono segnalati casi di peste nel porto di Yarmouth. L'inverno gelido del 1664-1665 ridusse la riproduzione della popolazione delle pulci, così che i casi di peste non si verificarono in misura notevole fino alla primavera del 1665. A giugno l'epidemia esplosee drammaticamente intorno a Londra quando la popolazione delle pulci aumentò notevolmente nella stagione calda (ci furono 6.137 vittime quel mese, rispetto alle sole 43 di maggio). Ad agosto la peste si trasferì in città e le vittime raggiunsero il picco stimato di 31.159 morti. La peste continuò a imperversare fino a settembre: 7.165 vittime a settimana era la stima ufficiale, un tasso che venne ridicolizzato dai contemporanei per essere molto inferiore al numero reale. Coloro che avevano i mezzi per farlo fuggirono da Londra verso la campagna, compreso Carlo II e la sua corte, che si trasferirono a Salisbury in luglio e poi a Oxford, dove il re sarebbe rimasto fino al febbraio 1666.
In città vennero adottate misure draconiane di quarantena per limitare la diffusione della peste: al primo segno di un abitante infetto, un'intera casa veniva sigillata dall'esterno, con il divieto di uscire agli altri membri della famiglia. Ciò privò le persone della loro capacità di guadagnare un salario e nutrirsi e aumentò notevolmente le loro possibilità di contrarre la peste. La partenza dei ricchi determinò una riduzione sensibile della raccolta per i poveri, limitando la capacità delle autorità di fornire soccorso e cibo a coloro che erano chiusi nelle loro case. Carlo II ordinò una colletta nazionale nelle chiese, il che rese possibile colmare il divario di entrate.
Furono scavate fosse comuni alla periferia della città che furono sopraffatte dal numero di morti (la "Grande fossa" profonda 6 metri ad Aldgate conteneva 1.114 corpi quando fu coperta) e la raccolta dei corpi fu intrapresa di casa in casa di notte. L'incertezza su come si trasmettesse la peste portò ad incolpare gli animali domestici: circa 40.000 cani e 200.000 gatti furono uccisi per ordine del Lord Mayor di Londra. Entro la fine dell'autunno l'epidemia sarebbe svanita con l'inizio del freddo che uccise le pulci che trasmettevano la malattia (casi sporadici di peste si sarebbero verificati nell'estate successiva). Il ritorno del re nel febbraio 1666 incoraggiò altri residenti benestanti a tornare a Londra con le loro famiglie, così che i normali ritmi della vita cittadina furono in gran parte ripresi entro la primavera.
Il numero ufficiale delle vittime della Grande Peste di Londra venne fissato a 68.596, circa il 15% della popolazione della città, sebbene molti contemporanei fossero scettici su questo numero (il Lord Cancelliere, Lord Clarendon, pensava che il numero reale fosse il doppio di quello ufficiale). Stime moderne collocano il numero a oltre 100.000, oltre un quarto della popolazione totale di Londra.

## Il grande fuoco

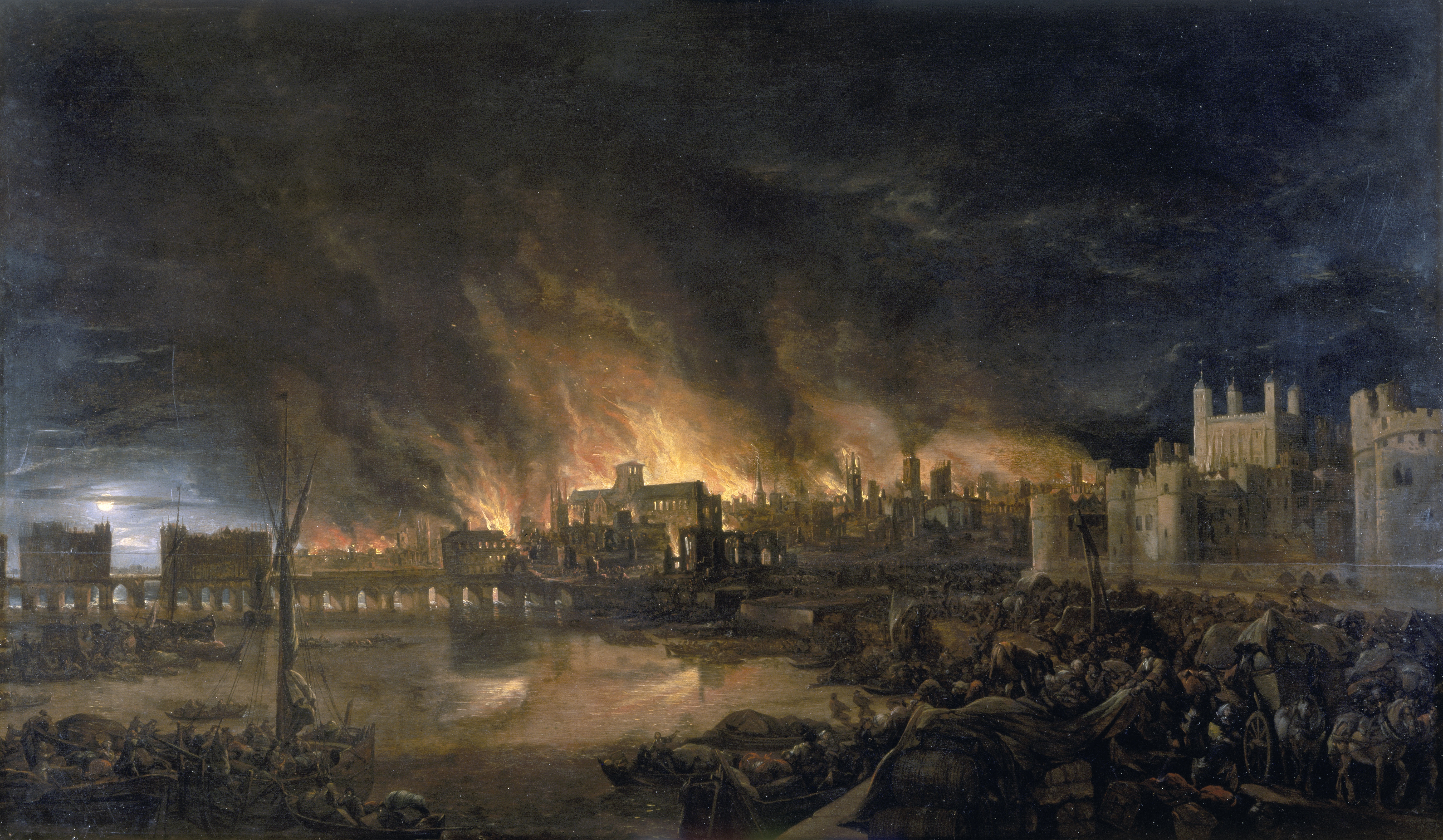
Il Grande incendio di Londra, raffigurato da un pittore sconosciuto, come sarebbe apparso da una barca nei pressi di Tower Wharf la sera di martedì 4 settembre 1666.

Domenica 2 settembre 1666 scoppiò il Grande incendio di Londra all'una del mattino in una casa in Pudding Lane, nella parte meridionale della City. Sospinto da un vento da sud-est, il fuoco si diffuse rapidamente tra gli edifici in legno e con il tetto di paglia, che erano pronti per accendersi dopo un'estate insolitamente calda e secca. In un paio d'ore le fiamme si propagarono ai magazzini, vicino alla Torre di Londra, pieni di materiali infiammabili come sego, vino, catrame e pece. Si diffuse nelle strade una palla di fuoco, alimentata dal vento intenso, che bruciò 300 case nelle due ore successive. Il Lord Mayor, Sir Thomas Bloodworth, inizialmente si oppose ai proprietari arrabbiati e resistette all'abbattimento delle case per creare dei tagliafuoco ma, dopo che il re gli ordinò di farlo, domenica mattina iniziò con riluttanza a sovrintendere alle demolizioni. A quel punto, tuttavia, il fuoco era fuori controllo e i tagliafuoco avevano scarso effetto a causa della forza del vento. Combattere l'incendio fu inutile perché le fiamme distrussero la rete di tubi di legno collegati alle cisterne d'acqua di Londra, che erano già esaurite dopo l'arida estate.
Entro la fine di domenica l'intero lungofiume tra il London Bridge e la Torre di Londra era stato consumato dalle fiamme e l'estremità nord del London Bridge era in fiamme. Lunedì l'incendio continuò a diffondersi praticamente ininterrottamente a nord, ovest ed est: il fumo poteva essere visto fino a Oxford. Durante la notte quattro diversi fuochi si unirono all'incrocio tra Cheapside, Threadneedle Street e Cornhill, creando "una luce così abbagliante, un calore ardente, e un rumore ruggente per la caduta di così tante case insieme, un effetto davvero sorprendente", secondo John Evelyn. Il re svolse un ruolo attivo nel coordinamento del contenimento e dei soccorsi: venne istituita una rete di corrieri tra Whitehall e la città in fiamme per fornire dispacci costanti. Nominò suo fratello, il duca di York, al comando di una milizia antincendio, che iniziò a utilizzare polvere da sparo e mine militari per assistere e aiutare la demolizione delle case.
Martedì notte il vento diminuì leggermente, ma l'incendio raggiunse l'apice della sua distruzione. Le fiamme scavalcarono un tagliafuoco a Mercer's Hall e si diffusero nella ricca strada di Cheapside, spostandosi a ovest fino a raggiungere la Cattedrale di San Paolo, che era coperta da impalcature per delle riparazioni. Continuò il suo percorso verso ovest senza sosta lungo Ludgate Hill, saltando il fiume Fleet e risalendo Fleet Street. Mercoledì entrarono in funzione i tagliafuoco creati dalle milizie portate dalle campagne: l'incendio venne fermato a Fetter Lane e Middle Temple all'estremità occidentale della City, mentre a nord venne fermato a Cripplegate e Smithfield. Giovedì si spense, ma la sera di quel giorno le fiamme scoppiarono di nuovo al Temple. Alcune case furono immediatamente fatte saltare in aria con la polvere da sparo, e così il fuoco fu finalmente domato. L'incendio distrusse circa il 60% della città, compresa l'Antica cattedrale di San Paolo, 87 chiese parrocchiali, 44 sale della Livery Company e il Royal Exchange. Si stima che fossero andate perdute circa 13.200 case in 400 strade, lasciando 100.000 persone senza casa. Si formarono enormi campi di sfollati londinesi intorno alla città, a Moorfields, a St. George's Fields a Southwark, e a nord che si estendevano fino a Highgate. Nonostante la distruzione, il bilancio ufficiale delle vittime fu di sole 4 persone, probabilmente un numero sottodimensionato. A causa della centralità di Londra come porto e centro finanziario, la distruzione dell'incendio colpì l'intera economia nazionale. Le perdite assommarono a un valore stimato tra 7 e 10 milioni di sterline contemporanee.

## Ricostruzione

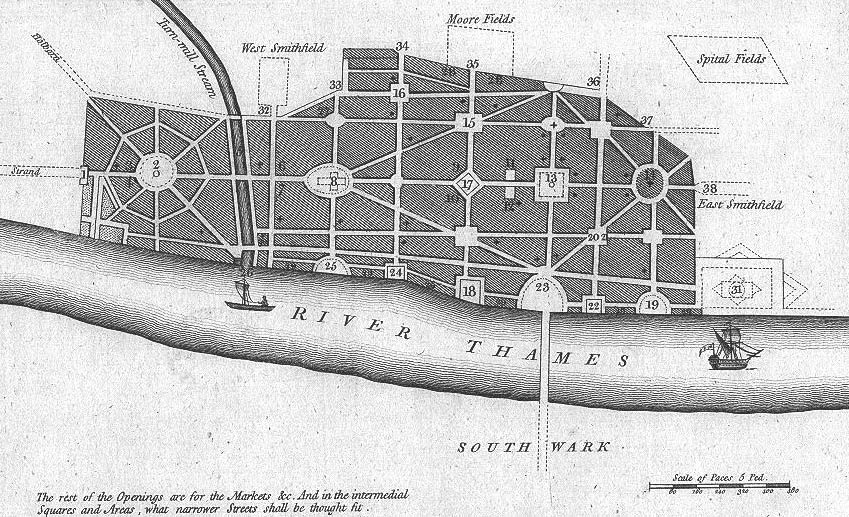
Il piano di John Evelyn per la ricostruzione di Londra dopo il Grande incendio.

Per i pensatori più idealisti della Gran Bretagna della Restaurazione, il Grande incendio rappresentò un'opportunità per rimodellare il paesaggio urbano di Londra, creando una rete più ordinata di strade, ampi viali, grandiosi panorami e maestosi edifici pubblici. Entro pochi giorni dall'incendio, furono presentati al re tre progetti per la ricostruzione della città, da Christopher Wren, John Evelyn e Robert Hooke. Wren propose di costruire ampie strade principali che si irradiavano da grandi piazze, che avrebbero dovuto avere al centro chiese o edifici pubblici. La più grandiosa di queste piazze avrebbe avuto al centro il nuovo Royal Exchange, l'elemento principale di un quartiere commerciale di banche e case commerciali. Le strade sarebbero state simmetriche e l'architettura degli edifici pubblici sarebbe stata progettata nello stesso stile neoclassico che Wren aveva ammirato a Parigi e a Roma. Wren desiderava anche costruire una bella banchina sulla riva del fiume da Blackfriars alla Torre di Londra. Il piano di Evelyn differiva da quello di Wren principalmente nel proporre una strada dalla chiesa di St Dunstan's a est a St Paul's e senza banchine o terrazze lungo il fiume. Il cartografo Richard Newcourt presentò un piano per la ricostruzione di Londra in un sistema a griglia intervallato da quadrati, che avrebbero dovuto contenere chiese al centro. Tutti questi piani non furono mai realizzati perché il Parlamento e i consiglieri di re Carlo II, che erano sotto la pressione di mercanti e uomini d'affari della città, credevano che l'imperativo fosse la ricostruzione il più rapidamente possibile. Ciò significava ricostruire lungo il piano stradale esistente. Gli schemi di Wren ed Evelyn avrebbero anche richiesto un aumento significativo delle tasse per pagare la ricostruzione e il risarcimento ai proprietari di immobili nel percorso dello sviluppo, cosa che il Parlamento era riluttante ad autorizzare.

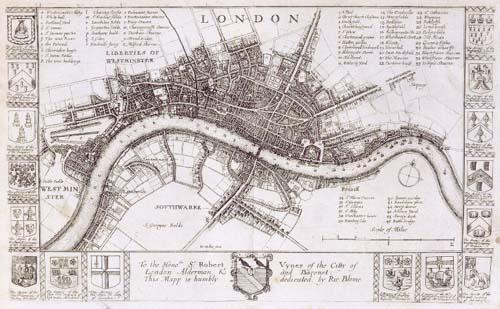
Mappa di Londra di Richard Blome (1673). Lo sviluppo del West End aveva da poco iniziato ad accelerare.

Tuttavia, la nuova città era diversa da quella vecchia. Il re creò una Commissione per la ricostruzione nell'ottobre 1666 (a capo della quale fu nominato Wren), che aveva ampi poteri per far rispettare i regolamenti edilizi sulle nuove costruzioni. Il Rebuilding Act fu approvato in Parlamento nel febbraio 1667, assicurando che la nuova Londra sarebbe stata materialmente e visivamente molto diversa dalla precedente. La legge richiedeva che tutti gli edifici fossero costruiti in mattoni o pietra, che non sporgessero sulle strade e che fossero limitati in altezza. Le case erano divise in quattro categorie di dimensioni, quelle più grandi erano limitate a quattro piani rispetto ai cinque o sei usuali prima dell'incendio, mentre quelle più modeste erano limitate a tre piani. Alcune strade furono ampliate e vennero create alcune strade completamente nuove, inclusa King Street, che collegava la ricostruita Guildhall al lungofiume. Nuove strade, altre ampliate ed edifici pubblici vennero finanziati tramite una tassa speciale sul carbone marittimo (carbone spedito via mare).
La ricostruzione procedette a un ritmo sostenuto: in due anni furono costruite 1.200 nuove case e nel 1670 ne erano state costruite più di 6.000. Migliaia di persone vennero attirate a Londra dalla campagna per fornire manodopera e competenze specializzate nella ricostruzione, integrando in gran parte il numero di coloro che non vi fecero ritorno. Questo fu vero per molti residenti aristocratici, che preferivano prendere nuove case nel West End, dove furono costruiti nuovi quartieri alla moda come St. James's vicino alla residenza reale principale, che era il Palazzo di Whitehall finché non fu distrutto da un incendio nel 1690, e da allora in poi St. James's Palace. In una certa misura questo cambiamento era già in corso prima del Grande incendio: le piazze residenziali nel West End come Lincoln's Inn Fields furono costruite negli anni '30 del Seicento e Bloomsbury era nelle fasi iniziali di sviluppo nel 1666 (Bloomsbury Square fu allestita nel 1665).
Il piano di Christopher Wren per una nuova Londra modello non ebbe successo, ma egli fu incaricato di ricostruire le chiese parrocchiali in rovina e di ricostruire la Cattedrale di St Paul. La sua cattedrale barocca a cupola fu il principale simbolo di Londra per almeno un secolo e mezzo. In qualità di geometra della città, Robert Hooke supervisionò la ricostruzione delle case della città. Anche l'East End, cioè l'area immediatamente a est delle mura cittadine, divenne densamente popolata nei decenni successivi al Grande incendio. I moli di Londra iniziarono ad estendersi a valle, attirando molti lavoratori portuali e impiegati nella trasformazione e distribuzione. Queste persone vivevano a Whitechapel, Wapping, Stepney e Limehouse, generalmente in condizioni da baraccopoli.

## Sviluppo, cultura e commercio
L'espansione di Londra oltre i confini della City fu definitivamente realizzata nel XVII secolo. Nei primi anni di quel secolo gli immediati dintorni della City, con la principale eccezione delle residenze aristocratiche in direzione di Westminster, erano ancora considerati insalubri. Immediatamente a nord c'era Moorfields, che era stata da poco prosciugata e adibita a passeggiate, ma era frequentata da mendicanti e viaggiatori, che l'attraversavano per entrare a Londra, e cercavano di non indugiare. Attiguo a Moorfields c'erano i Finsbury Fields, un terreno di allenamento preferito dagli arcieri. Mile End, allora comune sulla Great Eastern Road, era famoso come punto d'incontro per le truppe.

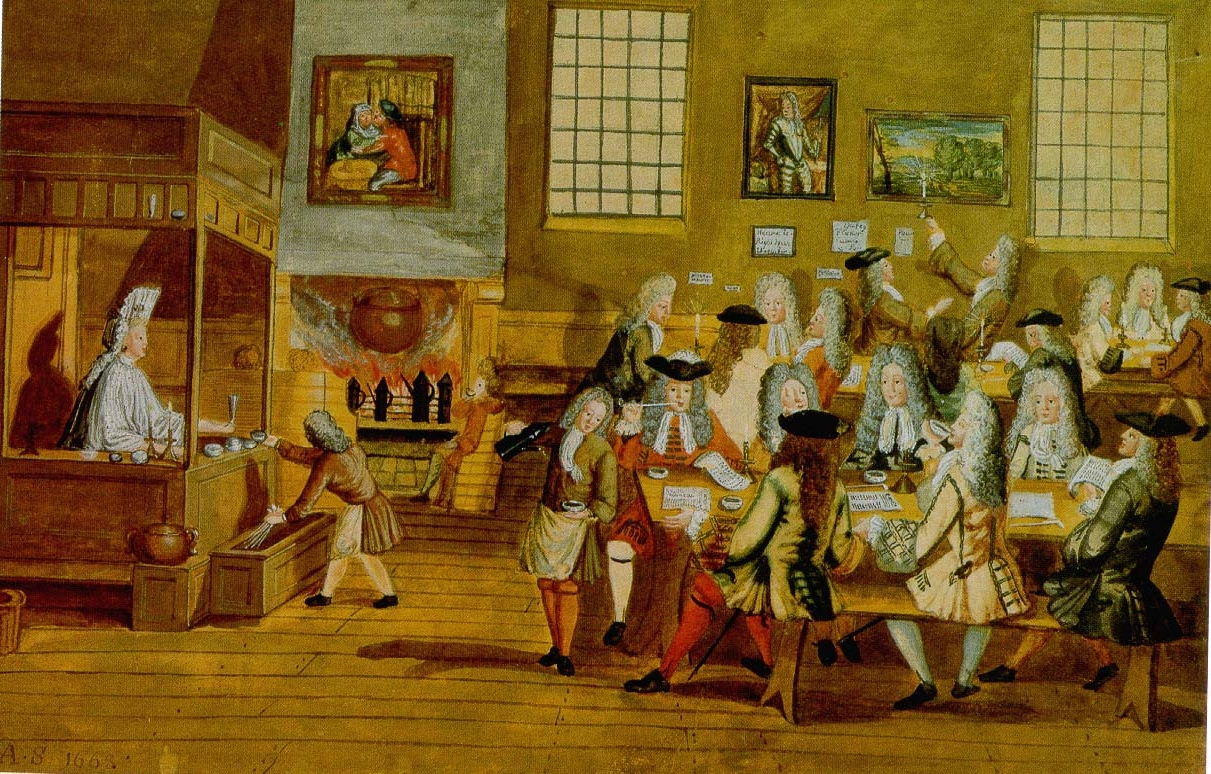
Interno di una caffetteria londinese, XVII secolo

Una caratteristica importante della cultura londinese alla fine del XVII secolo furono i caffè che furono aperti dal 1650 in poi. Il primo fu aperto a St. Michael's Alley vicino a Cornhill nel 1652, con molte altre aperture negli anni successivi. I primi caffè furono vessati dalle autorità cittadine come molestie pubbliche e non ebbero molto successo, ma negli anni '60 del Seicento videro esplodere la loro attività con la restaurazione della monarchia e lo sviluppo di una vivace cultura politica. Caffè e tè erano devande innovative in Inghilterra, ma lo scopo della caffetteria si espanse ben oltre il servizio di bevande esotiche, per essere luogo multifunzionale per socializzare, dibattere, scambiare pettegolezzi e condurre affari. I caffè funzionavano anche come negozi in cui i clienti potevano spedire e ricevere posta e anche acquistare gli ultimi libri, gazzette e cancelleria. A Londra alcuni caffè erano definiti dai professionisti che vi si incontravano per condurre affari; alcuni uomini d'affari mantennero persino "orari d'ufficio" regolari nei loro caffè preferiti. Sia Batson a Cornhill che Garraway a Change Alley erano noti per i medici, chirurghi e farmacisti; il primo fungeva da "sala di consulenza" informale per medici e pazienti. Il Grecian era frequentato da avvocati, The Jerusalem era un luogo di incontro per i commercianti dell'India occidentale e anche il Baltic su Threadneedle Street era un luogo di incontro per i commercianti russi. Una di queste attività, Lloyd's Coffee House (fondata nel 1686), divenne uno scambio di mercanti e armatori, che vi si incontravano quotidianamente per assicurare navi e carichi e per scambiare informazioni sul commercio mondiale, disastri marittimi, ecc. In tal modo si formò la prima incarnazione del gigante delle assicurazioni marittime i Lloyd's di Londra. Altri caffè erano di carattere decisamente politico: il St. James's in St. James's Street e l'Old Slaughter's erano frequentati da Whig mentre i Tory e i giacobiti preferivano il Coffee-Tree all'angolo tra St. James's Street e Pall Mall.
Nell'inverno del 1683–1684 sul Tamigi si tenne una fiera del gelo. Il gelo, iniziato circa sette settimane prima di Natale e continuato per sei settimane dopo, fu il più grande mai registrato. La revoca dell'Editto di Fontainebleau, nel 1685, portò a una grande migrazione di ugonotti a Londra che fondarono un'industria della seta a Spitalfields.
Il luogo di incontro generale dei londinesi durante il giorno era la navata della Antica cattedrale di San Paolo. I commercianti svolgevano affari nei corridoi e usavano il fonte battesimale come banco sul quale facevano i loro pagamenti; gli avvocati ricevevano i clienti ai loro pilastri particolari, e i disoccupati vi cercavano lavoro. Il cimitero di St Paul era il centro del commercio di libri e Fleet Street era un centro di intrattenimento pubblico. Sotto Giacomo I il teatro, che si affermò così saldamente negli ultimi anni di Elisabetta, crebbe ulteriormente in popolarità. Le rappresentazioni nei teatri pubblici furono completate da elaborate masque alla corte reale e nelle locande di corte.
In quel momento la City di Londra stava diventando il principale centro finanziario del mondo, sostituendo Amsterdam nel primato. Nel 1694 fu fondata la Banca d'Inghilterra e la Compagnia britannica delle Indie orientali stava espandendo la sua influenza. Nel 1700 Londra gestiva l'80% delle importazioni dell'Inghilterra, il 69% delle sue esportazioni e l'86% delle sue riesportazioni. Molti dei beni erano di lusso provenienti dalle Americhe e dall'Asia come seta, zucchero, tè e tabacco. L'ultima cifra sottolinea il ruolo di Londra come emporio: sebbene nel XVII secolo avesse molti artigiani e in seguito avrebbe acquisito alcune grandi fabbriche, la sua importanza economica non si basò mai principalmente sull'industria. Invece era un grande centro commerciale e redistributivo. Le merci venivano portate a Londra dalla marina mercantile inglese sempre più dominante, non solo per soddisfare la domanda interna, ma anche per la riesportazione, in tutta Europa e oltre.
A Guglielmo III importava poco di Londra, il cui fumo gli procurava l'asma, e dopo il primo incendio a Whitehall Palace (1691) acquistò Nottingham House e la trasformò in Kensington Palace. Kensington era allora un villaggio insignificante, ma l'arrivo della corte lo fece presto crescere d'importanza. Il palazzo fu raramente occupato dai futuri monarchi, ma la sua costruzione fu un altro passo nell'espansione dei confini di Londra. Durante lo stesso regno fu fondato il Greenwich Hospital, allora ben fuori dal confine di Londra, ma ora comodamente al suo interno; era il complemento navale del Chelsea Hospital per ex soldati, fondato nel 1681. Durante il regno della regina Anna fu approvato un atto che autorizzava la costruzione di 50 nuove chiese per servire la popolazione in forte aumento che viveva al di fuori dei confini della City di Londra.